# Savoy (Illinois)
Savoy és una població dels Estats Units a l'estat d'Illinois. Segons el cens del 2000 tenia 4.476 habitants.

## Demografia
Segons el cens del 2000, Savoy tenia 4.476 habitants, 2.032 habitatges, i 1.127 famílies. La densitat de població era de 1.122,2 habitants/km².
Dels 2.032 habitatges en un 26,1% hi vivien nens de menys de 18 anys, en un 48,2% hi vivien parelles casades, en un 5,8% dones solteres, i en un 44,5% no eren unitats familiars. En el 36,6% dels habitatges hi vivien persones soles el 12,1% de les quals corresponia a persones de 65 anys o més que vivien soles. El nombre mitjà de persones vivint en cada habitatge era de 2,14 i el nombre mitjà de persones que vivien en cada família era de 2,86.
Per edats la població es repartia de la següent manera: un 21,1% tenia menys de 18 anys, un 10,3% entre 18 i 24, un 34,6% entre 25 i 44, un 19,2% de 45 a 60 i un 14,8% 65 anys o més.
L'edat mediana era de 34 anys. Per cada 100 dones de 18 o més anys hi havia 80,6 homes.
La renda mediana per habitatge era de 48.500 $ i la renda mediana per família de 61.927 $. Els homes tenien una renda mediana de 50.172 $ mentre que les dones 30.394 $. La renda per capita de la població era de 25.949 $. Aproximadament el 5,7% de les famílies i el 9,1% de la població estaven per davall del llindar de pobresa.

## Poblacions més properes
El següent diagrama mostra les poblacions més properes.